# Division Nationale w szachach
Division Nationale – najwyższa klasa drużynowych rozgrywek szachowych w Luksemburgu, odbywająca się od 1931 roku, organizowana przez Fédération Luxembourgeoise des Échecs.

## Format
Liga liczy osiem zespołów. Każdy zespół wystawia ośmioro graczy. Zawody odbywają się systemem każdy z każdym z rundą finałową.

## Mistrzowie Luksemburga
Źródło: OlimpBase, CE Dudelange
- 1931/1932: SK Esch
- 1932/1933: SK Esch
- 1933/1934: La Tour Limpertsberg
- 1934/1935: La Tour Limpertsberg
- 1935/1936: La Tour Limpertsberg
- 1936/1937: La Tour Limpertsberg
- 1937/1938: Esch-Rochade
- 1938/1939: La Tour Limpertsberg
- 1939/1940: La Tour Limpertsberg
- 1940–1945: mistrzostw nie rozgrywano
- 1946/1947: Esch-Rochade
- 1947/1948: La Tour Limpertsberg
- 1948/1949: La Tour Limpertsberg
- 1949/1950: Esch-Rochade
- 1950/1951: CE Luxembourg 1915
- 1951/1952: La Tour Limpertsberg
- 1952/1953: La Tour Limpertsberg
- 1953/1954: La Tour Limpertsberg
- 1954/1955: La Tour Limpertsberg
- 1955/1956: Esch-Rochade
- 1956/1957: CE Luxembourg 1915
- 1957/1958: CE Luxembourg 1915
- 1958/1959: CE Luxembourg 1915
- 1959/1960: La Tour Limpertsberg
- 1960/1961: CE Dudelange
- 1961/1962: La Tour Limpertsberg
- 1962/1963: CE Dudelange
- 1963/1964: CE Dudelange
- 1964/1965: CE Dudelange
- 1965/1966: CE Dudelange
- 1966/1967: CE Dudelange
- 1967/1968: CE Dudelange
- 1968/1969: CE Pétange
- 1969/1970: CE Dudelange
- 1970/1971: Gambit Bonnevoie
- 1971/1972: CE Dudelange
- 1972/1973: CE Dudelange
- 1973/1974: Gambit Bonnevoie
- 1974/1975: CE Dudelange
- 1975/1976: Gambit Bonnevoie
- 1976/1977: Gambit Bonnevoie
- 1978/1979: Gambit Bonnevoie
- 1979/1980: CE Remich
- 1980/1981: Gambit Bonnevoie
- 1981/1982: Gambit Bonnevoie
- 1982/1983: Gambit Bonnevoie
- 1983/1984: Gambit Bonnevoie
- 1984/1985: Gambit Bonnevoie
- 1985/1986: Gambit Bonnevoie
- 1986/1987: CE Dudelange
- 1987/1988: Gambit Bonnevoie
- 1988/1989: CE Dudelange
- 1989/1990: CE Dudelange
- 1990/1991: CE Bettembourg
- 1991/1992: Gambit Bonnevoie
- 1992/1993: Gambit Bonnevoie
- 1993/1994: Gambit Bonnevoie
- 1994/1995: CE Dudelange
- 1995/1996: Gambit Bonnevoie
- 1996/1997: Gambit Bonnevoie
- 1997/1998: Gambit Bonnevoie
- 1998/1999: Gambit Bonnevoie
- 1999/2000: Gambit Bonnevoie
- 2000/2001: Gambit Bonnevoie
- 2001/2002: Gambit Bonnevoie
- 2002/2003: Gambit Bonnevoie
- 2003/2004: CE Dudelange
- 2004/2005: De Sprénger Echternach
- 2005/2006: De Sprénger Echternach
- 2006/2007: CE Dudelange
- 2007/2008: Le Cavalier Differdange
- 2008/2009: De Sprénger Echternach
- 2009/2010: CE Dudelange
- 2010/2011: De Sprénger Echternach
- 2011/2012: CE Dudelange
- 2012/2013: De Sprénger Echternach
- 2013/2014: CE Dudelange
- 2014/2015: De Sprénger Echternach
- 2015/2016: De Sprénger Echternach
- 2016/2017: Gambit Bonnevoie
- 2017/2018: De Sprénger Echternach
- 2018/2019: De Sprénger Echternach
- 2019/2020: Gambit Bonnevoie
- 2021/2022: De Sprénger Echternach
- 2022/2023: De Sprénger Echternach[3]
- 2023/2024: De Sprénger Echternach[4]